# شلايشر إيه إس دبليو 28
شلايشر إيه إس دبليو 28  (بالإنجليزية: Schleicher ASW 28)‏ هي طائرة شراعية، عالية الأداء، وبمقعد واحد. أنتجت في ألمانيا. من صناعة شلايشر. كان أول طيران لها في 2000. صنع منها 144 طائرة.